# Release (mini-LP)
Pour les articles homonymes, voir Release.
Albums de Surrenders
Stay overnight
(1986)

Release est le deuxième 30cm du groupe toulousain Surrenders, sorti en 1989 et produit par Robin Wills des Barracudas.

## Titres
- Let's Start Again
- Garden of Delight
- Poem By The Sea 
(Vic Briggs/Eric Burdon/Barry Jenkins/Danny McCulloch/John Weider)
- Lead and Sand
- Pick Me Up

## Personnel
- Michel Bonneval : guitare et chant
- François Labaye : guitare et chant
- Laurence Labasor : basse et chœurs
- Jean-Michel Daulon : batterie et chœurs
- Robin Wills : percussions et production